# Allodahlia
Allodahlia – rodzaj skorków z rodziny skorkowatych i podrodziny Allodahliinae.
Skorki te mają szerokie, przysadziste ciało, zwykle ubarwione czarno, czarniawobrązowo lub brązowo. Stosunkowo krótkie czułki mają człon czwarty nie dłuższy od trzeciego. Przedplecze, z wyjątkiem A. scabriuscula ma przednie kąty niewystające. Dobrze rozwinięte, wyraźnie dłuższe niż przedplecze pokrywy (tegminy) mają na krawędziach bocznych podłużne, mniej lub bardziej blaszkowate kile. Powierzchnia pokryw, z wyjątkiem A. scabriuscula jest nieguzkowana. Pod pokrywami znajduje się tylna para skrzydeł. Śródpiersie jest szerokie. Pygidium często dostarcza cech użytecznych w oznaczaniu gatunków. Przysadki odwłokowe przekształcone są w szczypce. U samic są one wydłużone i prosto zbudowane. U samców mogą one być dłuższe lub krótsze, ale zawsze mniej lub bardziej zakrzywione w płaszczyźnie pionowej i poziomej, o ramionach z 1–2 ząbkami na krawędziach wewnętrznych. Narządy rozrodcze samców mają nieparzysty płat genitalny o długiej i przynajmniej na odcinku nasadowym słabiej lub silniej zesklerotyzowanej virdze.
Owady te występują wyłącznie krainie orientalnej.
Takson ten wprowadzony został w 1902 roku przez Karla Wilhelma Verhoeffa. Gatunek typowy wyznaczony został w 1910 roku przez Malcolma Burra. Należy doń 12 opisanych gatunków:
- Allodahlia ahrimanes (Burr, 1900)
- Allodahlia ancylura (Dohrn, 1865)
- Allodahlia bispina Bey-Bienko, 1959
- Allodahlia coriacea (de Bormans, 1894)
- Allodahlia dineshi Gangola, 1965
- Allodahlia guptae Kapoor, 1968
- Allodahlia julkai Srivastava, 1978
- Allodahlia macropyga (Westwood, 1836)
- Allodahlia martensi Brindle, 1974
- Allodahlia ochroptera Brindle, 1972
- Allodahlia oxypyga Bey-Bienko, 1970
- Allodahlia scabriuscula (Audinet-Serville, 1838)